# Mlinščica (Kamniška Bistrica)
Mlinščica (tudi Homška Mlinščica) je umetno ustvarjen potok oz. industrijski kanal, ki svoje vode zajema iz matične struge Kamniške Bistrice na jezu pod Homškim hribom. Teče kot vzporedni desni krak Kamniške Bistrice skozi Preserje, Jarše, Rodico, Domžale,  do vasi Mala Loka, kjer se kot predzadnji desni pritok izliva nazaj v Kamniško Bistrico. Večji industrijski obrati ob njej so bili: Nastranov mlin, Slovenijales, Induplati, Helios, Univerzale, Toko.